# Ökentofsvaktel
Ökentofsvaktel (Callipepla gambelii) är en hönsfågel i familjen tofsvaktlar, nära släkt och mycket lik kalifornisk tofsvaktel. Den förekommer i sydvästra USA och nordvästra Mexiko.

## Kännetecken

### Utseende
Ökentofsvakteln är en 24–28 cm stor vaktelliknande hönsfågel nära släkt med kalifornisk tofsvaktel. Likt denna är ökentofsvakteln gråaktig, med vitstreckat bruna flanker. Hanen har ett karakteristiskt tecknat med vitkantad svart ansikte och strupe, vitt ögonbrynsstreck, brun hjässa och en framåtböjd, tårformad tofs som sticker uppåt och framåt från pannan. Honan är mindre kontrastrikt tecknad, med mindre tofs som sticker upp från hjässans mitt.
Från kalifornisk tofsvaktel skiljer sig ökenvakteln genom i allmänhet ljusare grå fjäderdräkt, mer rödbruna flanker och annorlunda bukteckning (otecknat beigefärgad med en svart fläck i mitten, ej vitfjällig på brun botten). Vidare är den endast svagt tecknad i nacken, inte kraftigt fjällad, och hos hanen är pannan svart, ej ljus.

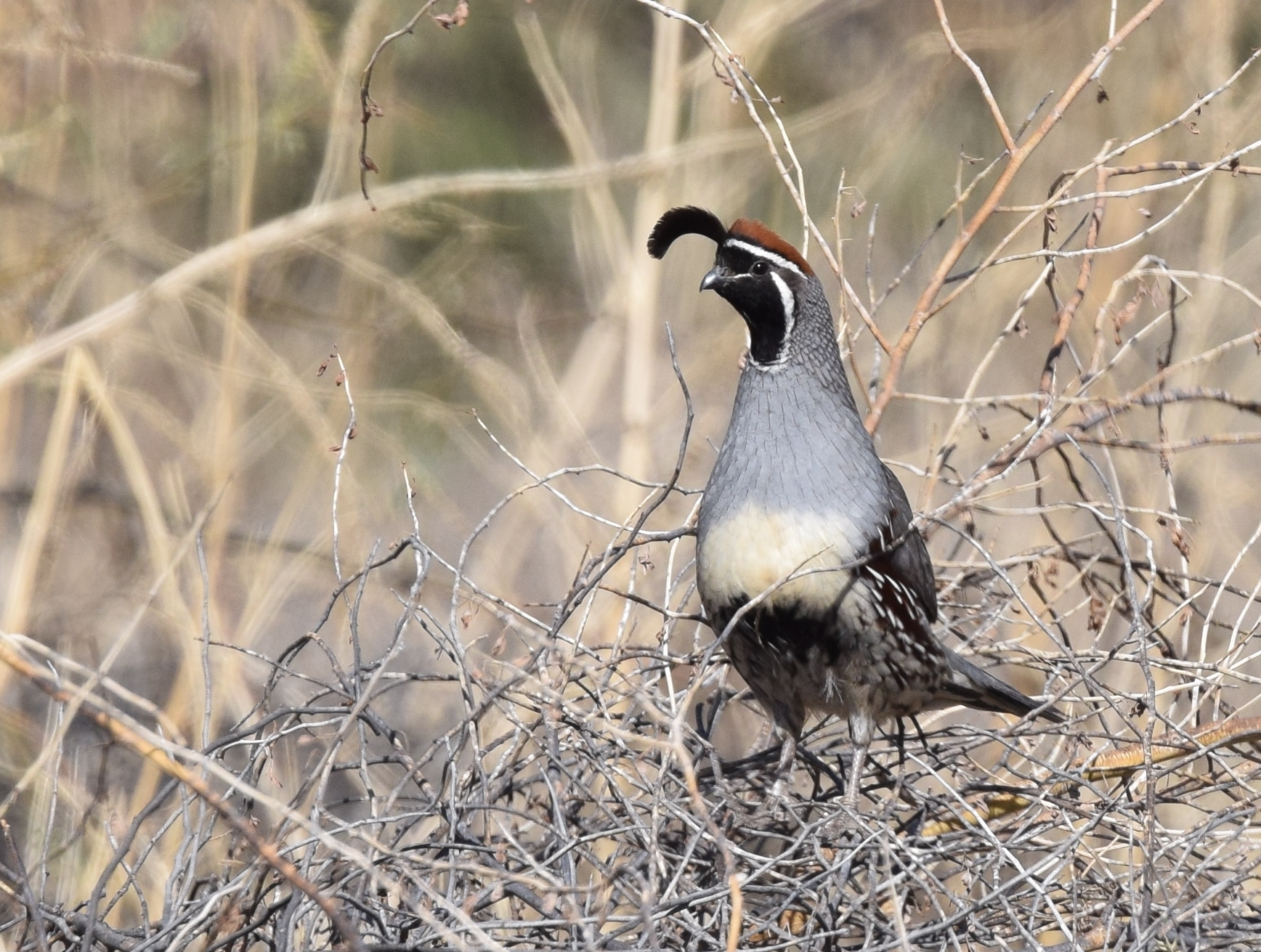
Hane.

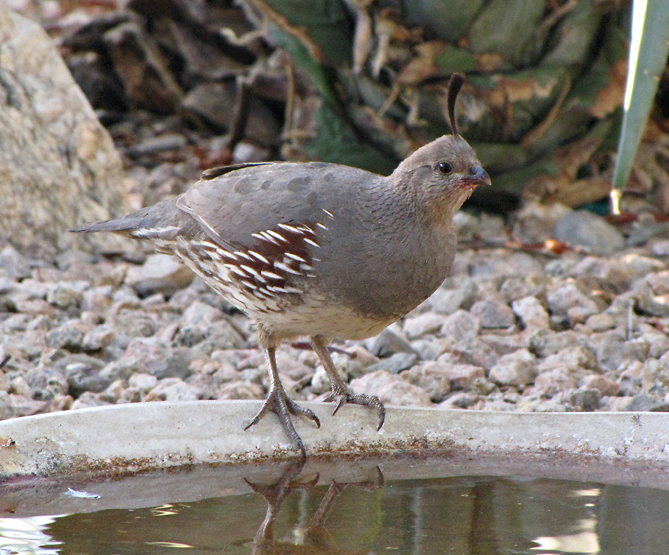
Hona.

### Läten
Från hanen hörs ett upprepat och nasalt läte som i engelsk litteratur återges "pup waay pop", den sista tonen kort och avklippt. Bland andra läten, vissa från båda könen, hörs fallande "where", höga och vassa "spik", hesa trumpetande "krrt" och mjuka kluckande ljud.

## Utbredning och systematik
Ökentofsvakteln förekommer i södra USA och norra Mexiko. Den delas in i fem underarter med följande utbredning:
- Callipepla gambelii gambelii – förekommer i västra USA från södra Nevada, södra Utah och västra Colorado söderut till nordvästra Mexico (nordöstra Baja California och norra Sonora)
- Callipepla gambelii ignoscens – förekommer i södra New Mexico och västligaste Texas
- Callipepla gambelii pembertoni – förekommer på Isla Tiburon i Californiaviken
- Callipepla gambelii fulvipectus – förekommer i nordvästra Mexico från centrala Sonora söderut till nordvästra Sinaloa
- Callipepla gambelii stephensi – förekommer i västra Mexiko (södra Sonora vid gränsen till Sinaloa).

Underarten pembertoni inkluderas ofta i nominatformen.

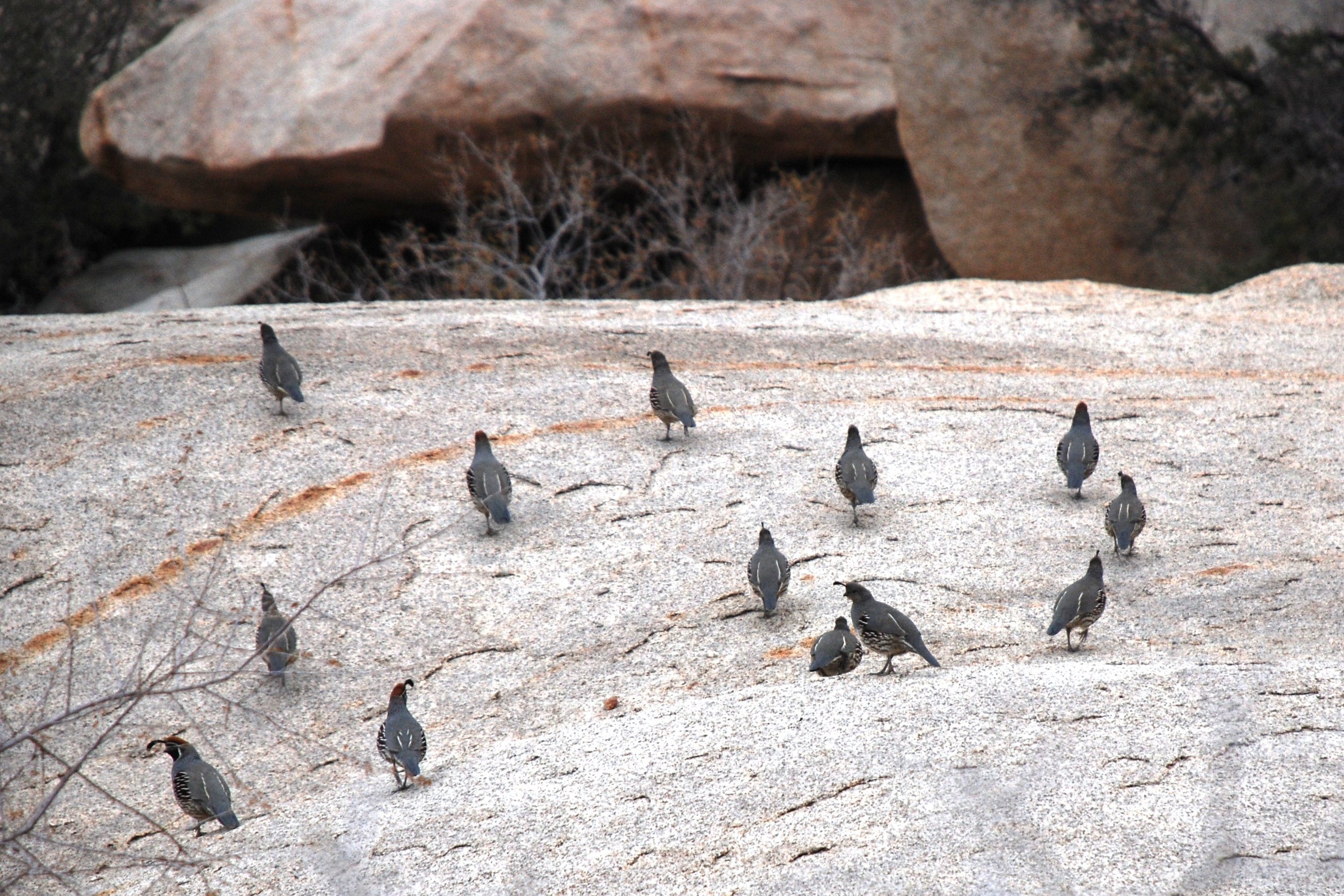
En flock ökentofsvaktlar i nationalparken Joshua Tree.

## Levnadssätt
Ökentofsvakteln hittas som namnet avslöjar i buskrika öknar. Den livnär sig på en rad olika sorters blommor och frön, men tar även insekter. Fågeln häckar mellan slutet av april och augusti, även om ägg noterats redan i mars.

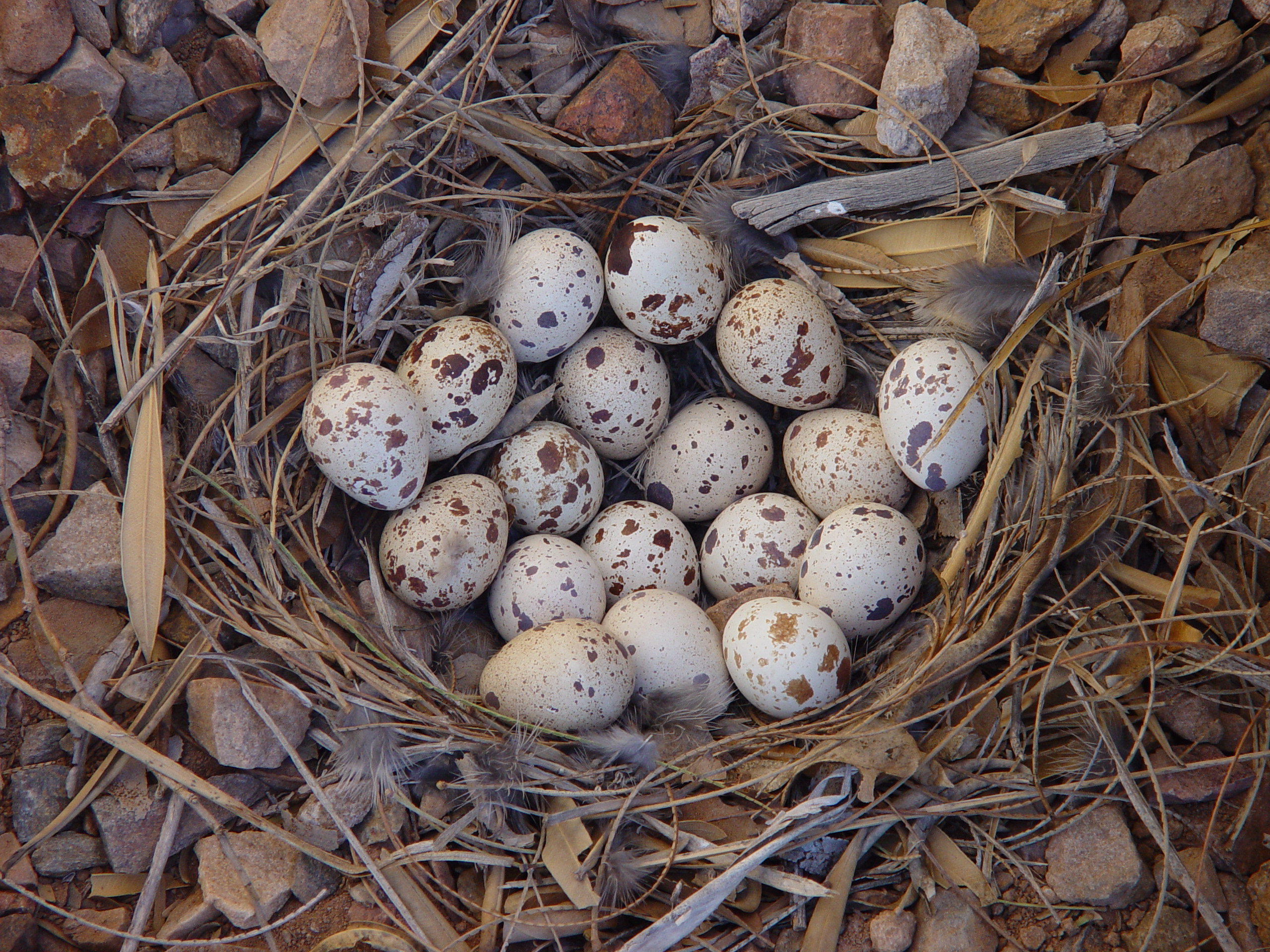
Ökentofsvaktelns bo med hela 18 ägg, i San Tan Valley, Arizona.

## Status och hot
Arten har ett stort utbredningsområde och en stor population som tros vara stabil. Utifrån dessa kriterier kategoriserar IUCN arten som livskraftig (LC).

## Namn
Fågelns vetenskapliga artnamn hedrar William Gambel, Jr. (1821-1849), amerikansk upptäcktsresande, naturforskare och samlare av specimen i Nordamerika.